# Trite gracilipalpis
Trite gracilipalpis là một loài nhện trong họ Salticidae.
Loài này thuộc chi Trite. Trite gracilipalpis được Lucien Berland miêu tả năm 1929.